# 727マンション
727マンション（ベトナム語: Chung cư 727 Trần Hưng Đạo）は、ベトナムのホーチミン市にあり幽霊屋敷であったと伝えられる建物。ベトナム戦争時にはアメリカ兵に賃貸されていた。
もともとはベトナム人実業家のグエン・タン・ドイ（越: Nguyễn Tấn Đời）により発注された建物だった。この建物は13階建てで、530室の部屋が6つのブロックに分かれており、1960年に完成した。

## 歴史
この建物は13階建てで、地元の言い伝えやメディアの報道によれば、不吉な数字である13に起因すると信じられている「呪い」によって、建設中に労働者が死亡したとされている。
その後、建築技術者たちは悪霊や不運を祓うためにシャーマンを呼んだ。言い伝えによれば、シャーマンは悪霊の呪いを避けるために「地元の病院から4人の処女の死体を運び建物の四隅に埋葬した」という。
地元住民は、恐怖の叫び声や軍事パレードの音を聞いたり、アメリカ兵の幽霊がベトナム人のガールフレンドと歩いている姿を目撃したと言われている。
フランス人建築家は、（実業家の）ドイに「13階建て」などという将来性のない建物の構造について警告していた。（建物の）完成前に、作業員たちは「13」にまつわる霊的な事件を頻繁に目撃していた。建物が完成すると、アメリカ軍はこの建物に賃貸で滞在した。
ベトナム戦争の終戦後、何組かのベトナム人家族がこの建物に滞在したが、それ以来、地元住民は悲鳴や軍事パレードの音を体験しているという。

### その後の展開
2016年かそれ以前に、ホーチミン市の地元当局は、727マンションを含む市内の用地整理を表明した。ほとんどの人がマンションから退去したが、当局が提示した補償が低いとして10世帯がマンションから離れることを拒否した。